# 巴拉望金丝燕
巴拉望金丝燕（学名：Aerodramus palawanensis）是雨燕科的一种金丝燕。其种加词“palawanensis”意为“菲律宾巴拉望岛的”。部分分类学家认为它们是纯色金丝燕的亚种。巴拉望金丝燕是菲律宾的特有种，它们可以利用回聲定位在夜晚中导航和猎食。
其自然栖息地为亚热带或热带的湿润低地森林。